# Jalan Malioboro

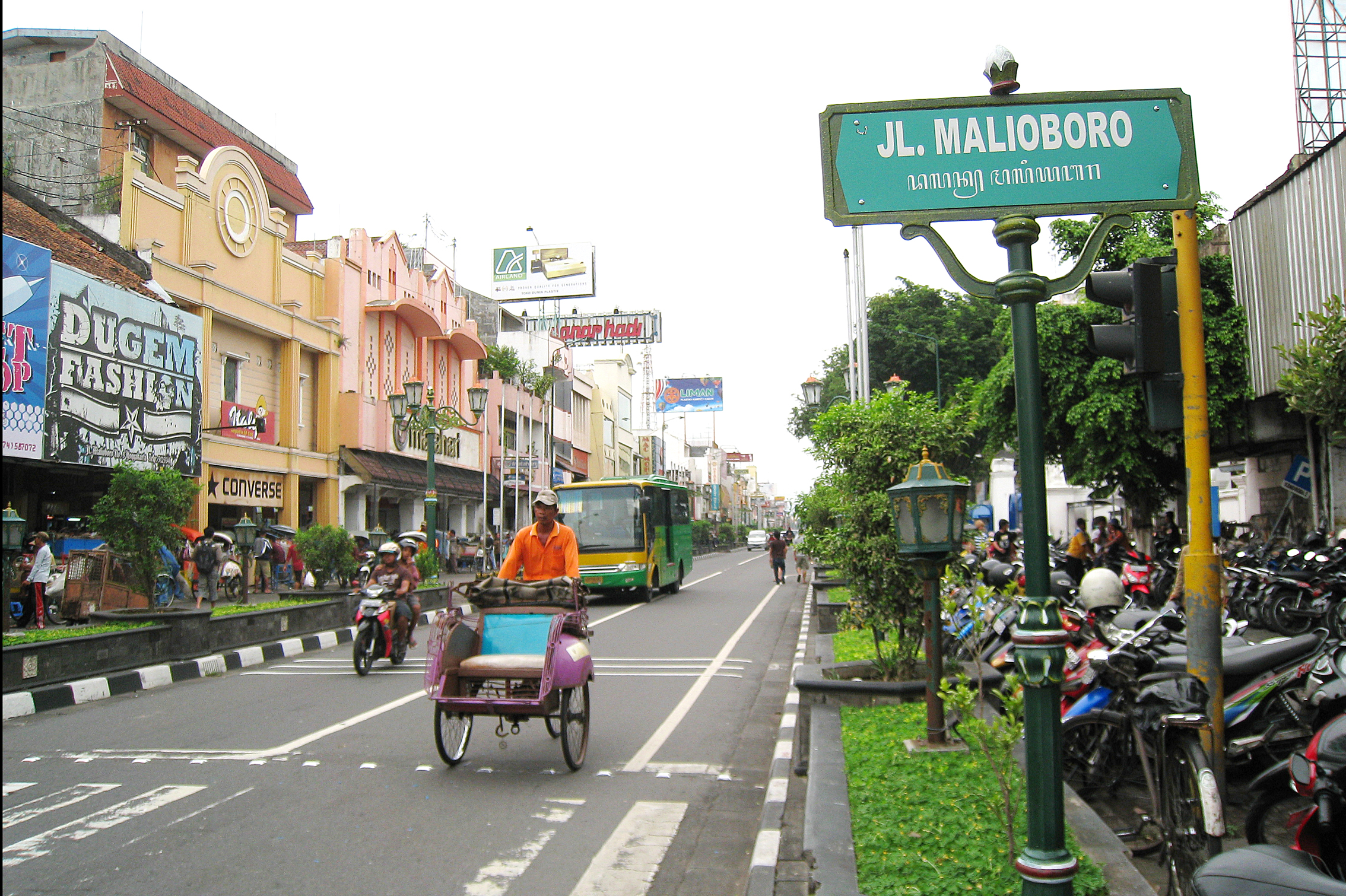
Jalan Malioboro met een becak op de voorgrond.

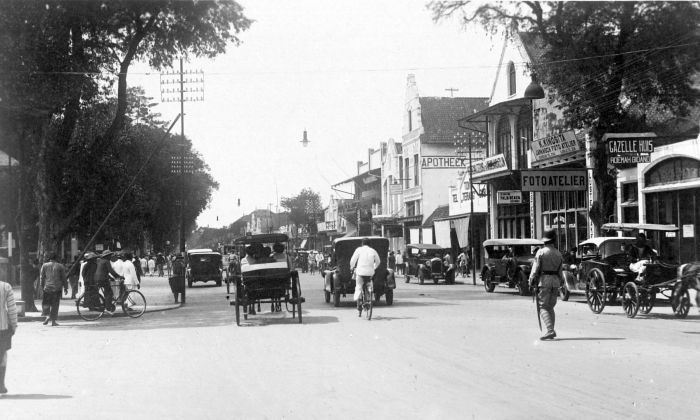
Jalan Malioboro (ca. 1900-40)

Jalan Malioboro (Malioboro Straat) is de grootste en bekendste winkelstraat van Yogyakarta, Indonesië. De naam wordt echter ook gebruikt om de wijk waarin de straat ligt aan te duiden. De straat ligt ten noorden van het Kraton Ngayogyakarta Hadiningrat
De straat ligt midden in het toeristische centrum van Yogyakarta. In de directe omgeving zijn veel hotels en restaurants te vinden. De stoepen aan beide kanten van de straat staan vol met marktkramen welke vooral spullen verkopen voor de toeristen. In de avond zijn er veel lesehan, openlucht restaurant te vinden.